# Claude de Vin des Oeillets
Claude de Vin más néven Mademoiselle des Oeillets (Provence, 1637 körül – Párizs, 1687. május 12. (vagy május 18.); francia kisasszony, udvarhölgy, XIV. Lajos francia király (1638–1715) egyik szeretője.

## Élete
Édesapja Nicolas de Vin volt. Édesanyja Louise Faviot volt, egy ifjú hölgy, aki Françoise Athénaïs de Rochechouart de Mortemart-nak, azaz Montespan márkinénak (1640–1707) társaságához tartozott, a márkiné bizalmasa volt, az ő kíséretével együtt került a királyi udvarhoz. Madame de Montespan márkiné 1667–1679-ig XIV. Lajos hivatalos kegyencnője volt, ami nem gátolta a királyt abban, hogy a márkiné társaságában lévő hölgyekre, köztük Claude de Vin des Oeillets kisasszonyra is szemet vessen. A kor francia királyainak parázna jelmondata ez volt: „A király vére nem szennyez”. A francia király szeretőjének lenni nem jelentett társadalmi megvetést.
A nagy port felvert mérgezési botrány nyomozása során a márkinéval együtt Claude-ot is megvádolták azzal, hogy fekete miséken vett részt, úrnőjét, Françoise Athénaïs-t helyettesítve. A XIV. Lajos és Colbert főminiszter, az ugyancsak megvádolt Françoise Athénaïs-vel együtt Claude-ot is megvédték, ügyükben a nyomozást leállították, további zaklatástól nem kellett tartaniuk, de e vádak és gyanúsítások jelentősen hozzájárultak ahhoz, hogy a király eltávolodjék Madame de Montespan márkinétól, akkori hivatalos kegyencnőjétől.
Claude de Vin des Oeillets kisasszony 1676 körül egy leánygyermeket szült XIV. Lajos királynak. A kislány, Louise de Maisonblanche nevelését a Saint-Cyr-i kastélyban élő Françoise d’Aubigné-ra (1635–1719) bízták, aki Madame de Montespannak a királytól született gyermekeit is nevelte, és aki maga is ez idő tájt emelkedett Madame de Maintenon márkinővé, a király szeretőjévé, hivatalos kegyencnőjévé, majd 1683-tól titkos feleségévé.
Claude de Vin des Oeillets kisasszonynak a király Párizsban, a rue Montmartre-on saját palotát bocsátott rendelkezésére, 1678-tól itt élt visszavonultan, de fényűző környezetben, szolgálókkal és hintókkal ellátva. Emellett birtokosa lett a Suisnes-i kastélynak, Brie-Comte-Robert közelében.
Leánya, Louise de Maisonblanche később anyja mellett élt, aki nagy gonddal nevelte. A leány felnőtt, férjhez ment, 1718-ban halt meg. XIV. Lajos király soha nem törvényesítette őt.

## Lásd még
- Francia uralkodók szeretőinek listája